# Coryogalops
Coryogalops es un género de peces de la familia de los Gobiidae en el orden de los Perciformes.

## Especies
- Coryogalops adamsoni |(Goren, 1985
- Coryogalops anomolus (Smith, 1958)
- Coryogalops bretti (Goren, 1991)
- Coryogalops bulejiensis (Hoda, 1983)
- Coryogalops monospilus (Randall, 1994)
- Coryogalops ochetica (Norman, 1927)
- Coryogalops sordida (Smith, 1959)
- Coryogalops tessellatus (Randall, 1994)
- Coryogalops william (Smith, 1948)